# チモーネ
チモーネ（イタリア語: Cimone）は、イタリア共和国トレンティーノ＝アルト・アディジェ州トレント自治県にある、人口約700人の基礎自治体（コムーネ）。

## 地理

### 位置・広がり

#### 隣接コムーネ
隣接するコムーネは以下の通り。
- アルデーノ
- カヴェーディネ
- ガルニーガ・テルメ
- ポマローロ
- トレント
- ヴィッラ・ラガリーナ

## 行政

### 分離集落
チモーネには、以下の分離集落（フラツィオーネ）がある。
- Covelo (sede comunale), Petrolli, Cimoneri, Pietra, Costa, Gazi, Buzzi, Finestrella, Frizzi, Battistoni, Pifferi